# 偽鱗茎

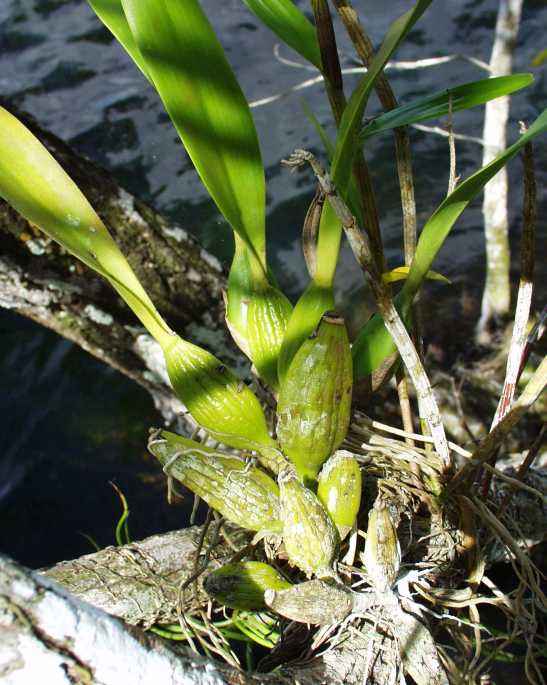
1. の偽鱗茎

偽鱗茎 (ぎりんけい、英: pseudobulb) は、ラン科において地上茎の一部が肥大化して貯蔵器官となったものである。特に着生性の種の多くに見られる。偽球茎 (ぎきゅうけい、pseudocorm)、擬球茎 (ぎきゅうけい)、偽球 (ぎきゅう)、仮鱗茎 (かりんけい) ということもあるが、園芸分野ではふつうバルブとよばれる。ただし、バルブの原語である bulb (日本語では鱗茎) は地下茎の周囲に肉質の葉 (鱗茎葉) が多数密生したものであり (例: タマネギ)、偽鱗茎とは由来や主な構成要素が異なる。

## 概要
偽鱗茎の形状は種によって異なり、非常に肥厚したものや、通常の茎に似た形態のものなどさまざまである (下図2)。地上茎の1つの節間 (またはその一部) からなるもの (下図2a, b) と複数の節間からなるもの (下図2c, d) があり、前者は heteroblastic、後者は homoblastic とよばれる。例えばマメヅタラン属は1つの節間からなる球形の偽鱗茎をもち、その先端に1、2枚の葉をつける (下図2a)。
偽鱗茎を形成するランでは、主軸の先端が偽鱗茎となり、そこに葉や花茎をつける。主軸はこれ以上伸長せず、腋芽が伸長して再び偽鱗茎を形成することを繰り返していく。最も新しい偽鱗茎をリードバルブ (トップバルブ)、それより古い偽鱗茎をバックバルブとよぶ。このような分枝様式を仮軸性 (sympodial) といい、ランでは複茎性とよばれる (カトレヤ、セッコク属 (デンドロビウム)、シュンラン属 (シンビジウム) など)。一方、主軸が伸長を続ける様式を単軸性 (monopodial) といい、ランでは単茎性とよばれる (コチョウラン属、ヒスイラン属 (バンダ) など)。
偽鱗茎の主な機能は水と養分の貯蔵であり、栄養繁殖の単位となることもある。ランの栽培においては、株分けに利用される。偽鱗茎の表皮は厚いクチクラ層で覆われ、またふつう気孔を欠く。偽鱗茎それ自体の寿命は1-5年と短いが、偽鱗茎から塊茎などを産生することで長期間生存することが可能となる。